# Майкл Патрік Мерфі

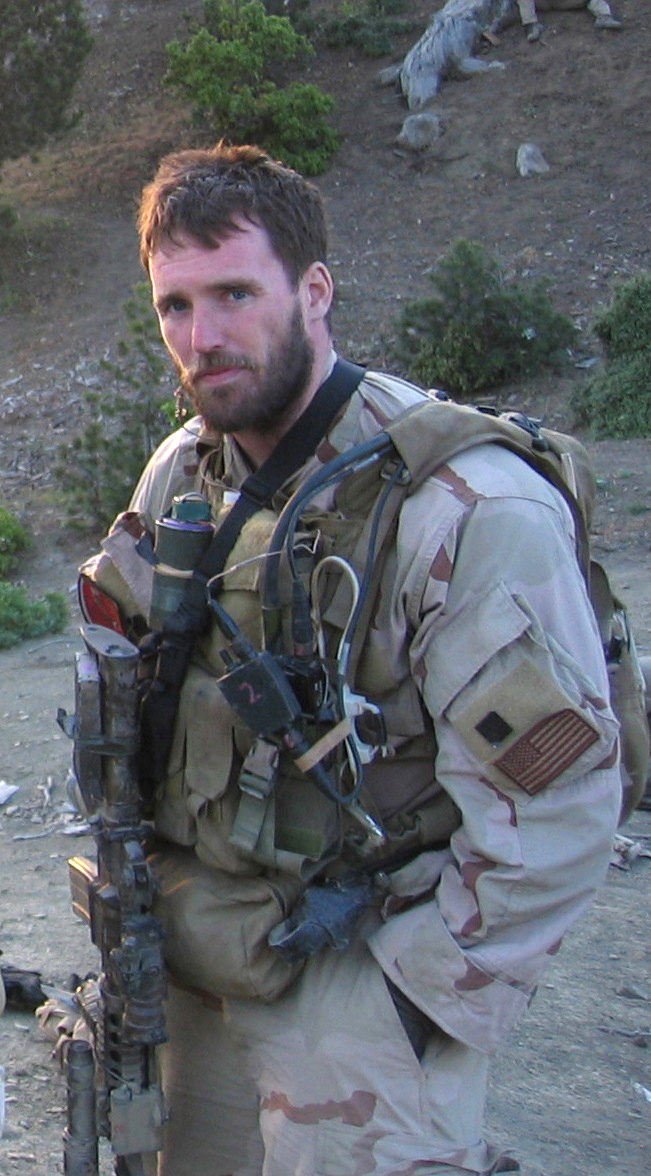
Лейтенант М.Мерфі в Афганістані. Червень 2005

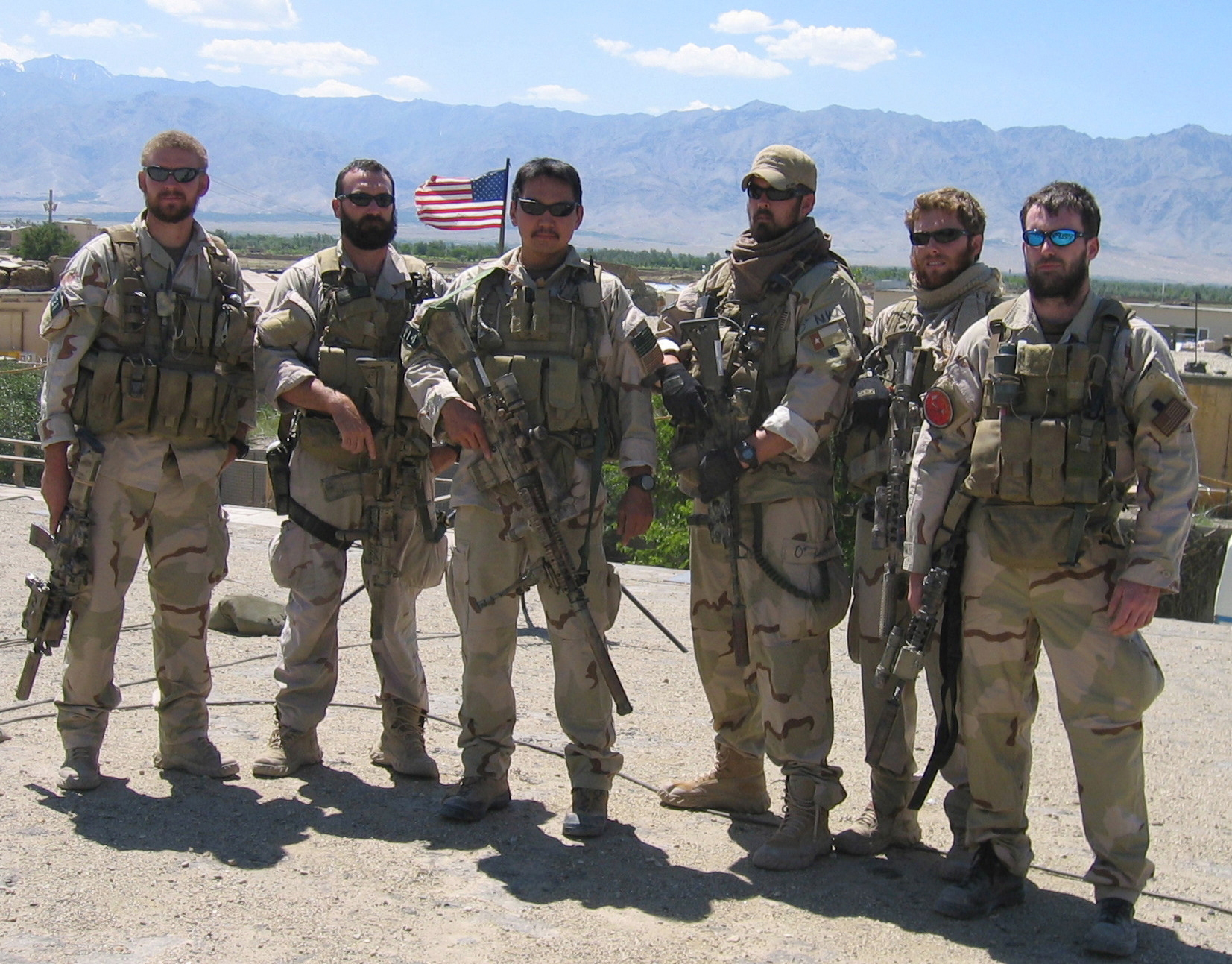
Спецпідрозділ морських котиків (SEAL), що брав участь у проведенні спеціальної контрпартизанської операції «Червоні крила» в провінції Кунар, Афганістані в ході операції «Непохитна свобода». Усі учасники (за винятком медичного фахівця флоту 2-го класу Маркуса Люттрелла (третій з правого боку) загинули в цьому бою. Лейтенант М.Мерфі стоїть крайній праворуч. Червень 2005

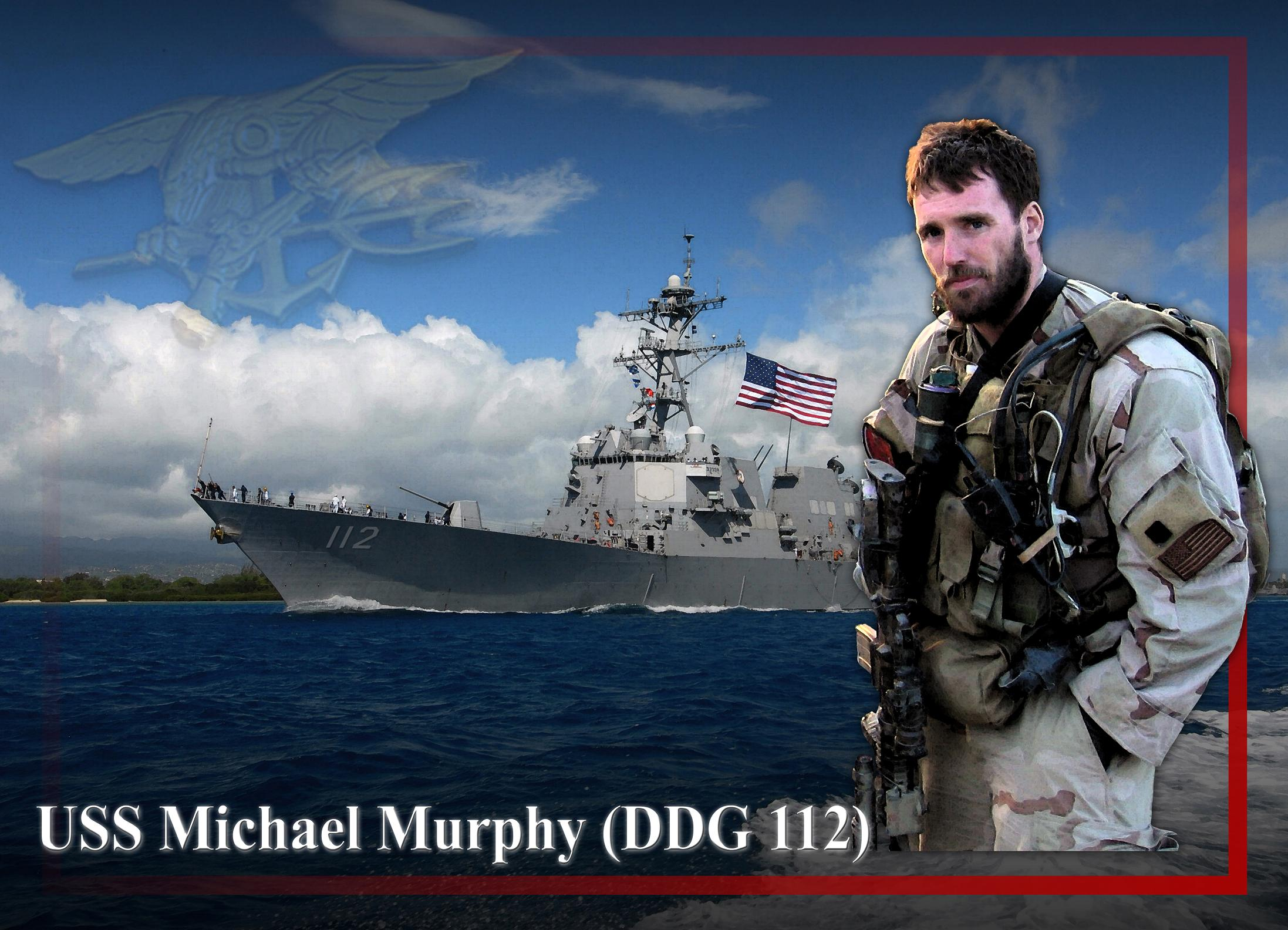
Ескадрений міноносець КРЗ військово-морських сил США, названий на честь лейтенанта Майкла Мерфі USS Michael Murphy (DDG-112)

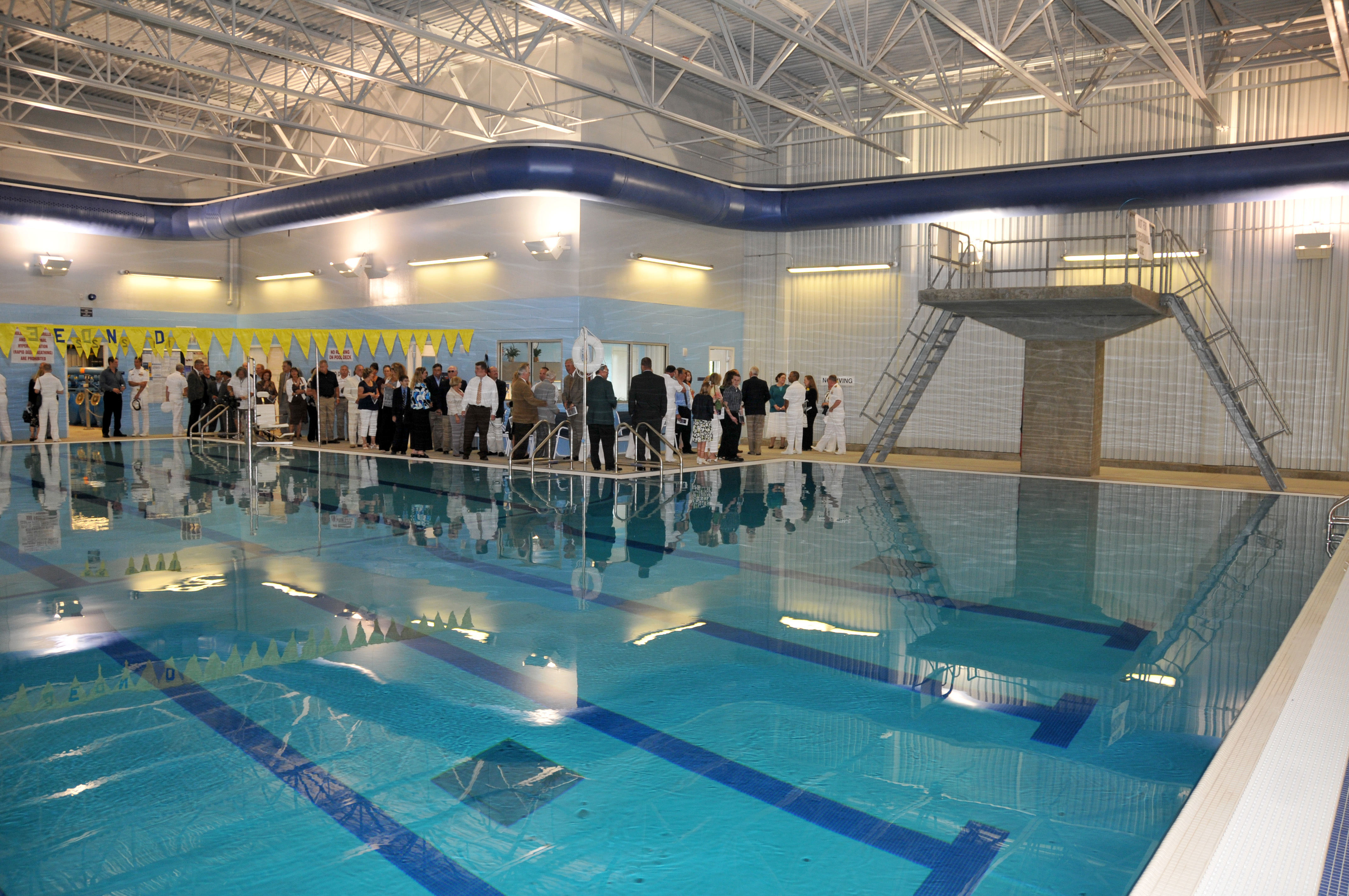
Басейн тренувального центру сил військово-морських спеціальних операцій ВМС США, який отримав назву на честь лейтенанта Майкла Мерфі. Ньюпорт (Род-Айленд)

Майкл Патрік Мерфі (англ. Michael Patrick Murphy; 7 травня 1976, Сміттаун, Нью-Йорк — 28 червня 2005, провінція Кунар) — американський військовослужбовець, лейтенант сил спеціальних операцій ВМС США, кавалер Медалі Пошани (посмертно). Став першим військовослужбовцем збройних сил США, нагородженим Медаллю Пошани за бойові дії в Афганістані та першим серед військових військово-морських сил, що отримав нагороду після війни у В'єтнамі.

## Біографія
Майкл Патрік Мерфі народився 7 травня 1976 у містечку Сміттаун, штат Нью-Йорк в родині американців ірландського походження. У 1994 році закінчив вищу школу у Медфорді та того року поступив на навчання до Університету штату Пенсильванія. Закінчив університет у 1998 році за фахом політології та психології.

### Служба в збройних силах
Незабаром Мерфі вирішив поступити на військову службу у підрозділи морських котиків (SEAL) та пройшов спеціальні навчальні курси підготовки в Академії торговельного флоту США у Нью-Йорку (англ. United States Merchant Marine Academy). У вересні 2000 року поступив до Школи кандидатів в офіцери (англ. Officer Candidates School) ВМС США в Пенсаколі, Флорида. 13 грудня 2000 Мерфі завершив навчання в школі та, отримавши початкове військове звання енсін, розпочав тренування на спеціальних базових курсах підводних підривників на базі Коронадо, Каліфорнія.
Після проходження низки спеціальних курсів та тренінгів, у тому числі навчання в повітряно-десантній школі армії США (англ. United States Army Airborne School) у форті Беннінг, у жовтні 2002 отримав призначення на проходження військової служби в Йорданії у складі одного з підрозділів SEAL. Згодом молодий офіцер продовжив виконання завдань у Флориді, Катарі та Джибуті.
На початку 2005 Мерфі прибув у складі бойової групи «морських котиків» до Афганістану для участі в спеціальних місіях військової операції «Нескорена свобода».

### Опис подвигу
У ході проведення контрпартизанської операції «Червоні крила» в провінції Кунар, Афганістан, внаслідок викриття операторів ССО місцевими мешканцями, ця операція закінчилася провалом. Лейтенант ВМС Мерфі загинув разом з 2-ма іншими офіцерами SEALs під час боїв з ісламістами разом з 16 військовими сил спеціальних операцій, чий гелікоптер був збитий намагаючись доставити допомогу підрозділу SEALs. Ця подія призвела до найбільших втрат серед американських військових з початку проведення операції в Афганістані у 2001 році. З бойової групи "морських котиків" вцілів лише медичний фахівець флоту 2-го класу (англ. HM2: Hospital Corpsman Second Class (E-5) Маркус Люттрелл, якого врятували місцеві жителі.
28 червня 2005 року лейтенант ВМС Мерфі керував розвідувальною групою у складі 4-х вояків, що мала завдання захопити або знищити Ахмада Шаха, одного з лідерів Талібану, який командував загоном під назвою «Гірські тигри» у районі міста Асадабад. Група була десантована гелікоптером у віддаленому районі східніше Асадабада, в провінції Кунар, поблизу кордону з Пакистаном. Після доброго початку операції місце базування спецназу несподівано було викрито місцевими чередниками, яких вояки лишили живими та відпустили додому. Буквально через годину, можливо по наведенню чабанів, моджахеди загоном завбільшки з 80-200 чоловік оточили район та атакували загін сил спеціальних операцій. Мерфі викликав по радіо підкріплення, проте гвинтокрил MH-47 Chinook, на борту якого знаходилися 16 спецпризначенців, серед яких 8 морських котиків та 8 вояків «нічних сталкерів», був збитий пострілом з РПГ над місцем проведення бою. Після бою, що тривав 2 години, Мерфі разом з двома товаришами, а також близько 93 бойовиків Талібану були вбиті. Маркус Люттрелл, якого сховали афганські селяни- пуштуни, був знайдений пошуково-рятувальною командою за кілька днів. Весь особовий склад бойової групи був удостоєний найвищою нагородою ВМС — Військово-морським хрестом, а Мерфі, як командир цього підрозділу — нагороджений Медаллю Пошани.

### Офіційний текст нагородження Майкла Патріка Мерфі Медаллю Пошани
| «Лейтенант ВМС Майкл П. Мерфі,ВМС США. За видатну хоробрість і відвагу, проявлені з ризиком для власного життя, що перевищують звичайний службовий обов'язок, під час бойових дій в Афганістані 27 та 28 червня 2005 року, будучи командиром бойової групи сил спеціальних операцій ВМС США. Виконуючи бойове завдання в районі міста Асадабад, провінції Кунар, Афганістан, з виявлення високопоставленого польового командира повстанців, лейтенант Мерфі продемонстрував у бойових умовах незважаючи на смертельну загрозу винятковий героїзм. 28 червня 2005, відбуваючи в складних умовах місцевості, яку контролював противник, завдання спеціальної операції, група лейтенанта Мерфі була викрита та зраджена місцевими особами, що підтримували бойовиків Талібану. Як наслідок, від 30 до 40 вояків противника оточили команду з 4-х чоловік. Демонструючи неперевершені рішучість та лідерські якості, лейтенант Мерфі сміливо очолив бій групи з силами ворога, що значно їх перевершували. В результаті запеклого бою група завдала серйозних втрат бойовикам, проте усі воїни отримали поранення. Ігноруючи власні рани та демонструючи екстремальну холоднокровність, лейтенант Мерфі продовжував керувати боєм та підбадьорювати товаришів. Коли зв’язківець отримав смертельне поранення, він неодноразово особисто намагався викликати допомогу оточеній бойовій групі. Зрозумівши складнощі зв’язку в умовах гірської перетятої місцевості, лейтенант Мерфі перед лицем загрози для власного життя вийшов на відкритий простір та передав сигнал своєму командуванню. Цей навмисний героїчний акт самопожертви зробив його беззахисним перед вогнем противника. Лейтенант Мерфі продовжував стійко підтримувати зв'язок та вести бій з перевершуючими силами моджахедів, доки не отримав смертельне поранення, віддавши своє життя за країну та справу миру. Своїм самовідданим служінням обов’язку лейтенант Мерфі уособлює найвизначнішу повагу до нього та найвищих стандартів військових традицій, що панують у військово-морських силах США». [4]. Оригінальний текст (англ.) LIEUTENANT MICHAEL P. MURPHY UNITED STATES NAVY. For conspicuous gallantry and intrepidity at the risk of his life and above and beyond the call of duty as the leader of a special reconnaissance element with Naval Special Warfare task unit Afghanistan on 27 and 28 June 2005. While leading a mission to locate a high-level anti-coalition militia leader, Lieutenant Murphy demonstrated extraordinary heroism in the face of grave danger in the vicinity of Asadabad, Konar Province, Afghanistan. On 28 June 2005, operating in an extremely rugged enemy-controlled area, Lieutenant Murphy's team was discovered by anti-coalition militia sympathizers, who revealed their position to Taliban fighters. As a result, between 30 and 40 enemy fighters besieged his four member team. Demonstrating exceptional resolve, Lieutenant Murphy valiantly led his men in engaging the large enemy force. The ensuing fierce firefight resulted in numerous enemy casualties, as well as the wounding of all four members of the team. Ignoring his own wounds and demonstrating exceptional composure, Lieutenant Murphy continued to lead and encourage his men. When the primary communicator fell mortally wounded, Lieutenant Murphy repeatedly attempted to call for assistance for his beleaguered teammates. Realizing the impossibility of communicating in the extreme terrain, and in the face of almost certain death, he fought his way into open terrain to gain a better position to transmit a call. This deliberate, heroic act deprived him of cover, exposing him to direct enemy fire. Finally achieving contact with his headquarters, Lieutenant Murphy maintained his exposed position while he provided his location and requested immediate support for his team. In his final act of bravery, he continued to engage the enemy until he was mortally wounded, gallantly giving his life for his country and for the cause of freedom. By his selfless leadership, Lieutenant Murphy reflected great credit upon himself and upheld the highest traditions of the United States Naval Service.» |